# August Götting (Politiker, 1881)
August Götting (* 27. März 1881 in Lauenburg (Pommern); † nach 1919) war ein deutscher Werkmeister und Politiker der SPD.

## Leben
Götting arbeitete als Werkmeister in Fürstenberg. Nach dem Ende des Ersten Weltkriegs wurde er Vorsitzender des Arbeiterrats in Fürstenberg und gründete die Ortsgruppe der SPD mit. 1919 wurde er Mitglied des ersten ordentlichen Landtags von Mecklenburg-Strelitz. Götting leitete ab Oktober 1919 das Landeswohlfahrtsamt des Neustrelitzer Bezirks.